# Evrovizijska Melodija 2019
Die 21. Evrovizijska Melodija (EMA) (oder EMA Evrovizija) fand am 16. Februar 2019 statt und war der slowenische Vorentscheid für den Eurovision Song Contest 2019 in Tel Aviv (Israel). Als Sieger ging das Duett Zala Kralj & Gašper Šantl mit ihrem selbstgeschriebenen Lied Sebi hervor.

## Format

### Konzept
Am 9. November 2018 gab RTV SLO bekannt, dass es für 2019 wieder Änderungen am Format der Sendung geben wird. Im Gegensatz zum Vorjahr, soll es 2019 wieder nur eine Sendung mit zehn Interpreten geben. In dieser bestimmt eine Jury dann zwei Interpreten für das Superfinale. Hier entscheidet dann lediglich das Televoting den Sieger.

### Beitragwahl
Vom 9. November 2018 bis zum 14. Dezember 2018 konnten Beiträge bei RTV SLO eingereicht werden. Lediglich slowenische Staatsbürger durften sich als Interpreten bewerben. Die Komponisten konnten hingegen auch aus dem Ausland stammen. Auch die Sprachregel wurde wieder abgeschafft, so dass 2019 wieder Beiträge in verschiedenen Sprachen eingereicht werden konnten.
Am 17. Dezember 2018 gab RTVSLO bekannt, dass sie 103 Beiträge erhalten haben.

## Teilnehmer
RTV SLO präsentierte am 28. Dezember 2018 die zehn Teilnehmer der Öffentlichkeit. Ihre Lieder wurden dabei allerdings noch nicht veröffentlicht.
Unter den Teilnehmer befindet sich die Sängerin Raiven, die 2016 Platz 2 erreichte und auch 2017 am EMA teilnahm. 2018 war sie die Co-Moderatorin der Sendung. Ebenfalls erwähnenswert ist die Sängerin Ula Ložar, die für Slowenien 2014 am Junior Eurovision Song Contest teilnahm.

### Finale
Das Finale der EMA 2019 fand am 16. Februar 2019 statt. Das Duett Zala Kralj & Gašper Šantl und die Sängerin Raiven erreichten das Superfinale.
| Platz | Statnr. | Interpret                 | Lied Musik (M) und Text (T)                                                                           | Sprache    | Übersetzung (inoffiziell)      |
| ----- | ------- | ------------------------- | --- | ---------- | ------------------------------ |
| 1.–2. | 10      | Raiven                    | Kaos M: Sara Briški Cirman, July Jones, Lazy Joe, Peter Khoo; T: Sara Briški Cirman, July Jones, Alba | Slowenisch | Chaos                          |
| 1.–2. | 09      | Zala Kralj & Gašper Šantl | Sebi M/T: Zala Kralj, Gašper Šantl                                                                    | Slowenisch | Man selbst                     |
| 3.–4. | 04      | Fed Horses                | Ti ne poznaš konjev M: Jure Mihevc, Urša Mihevc; T: Jure Mihevc                                       | Slowenisch | Du kennst die Pferde nicht     |
| 3.–4. | 05      | Ula Ložar                 | Fridays M: Maraaya; T: Anej Piletič, Charlie Mason                                                    | Englisch   | Freitage                       |
| 05.   | 07      | Okustični                 | Metulji plešejo M: Mate Bro, Karin Zemljič; T: Mate Bro                                               | Slowenisch | Tanzende Schmetterlinge        |
| 06.   | 06      | Lumberjack                | Lepote dna M: Drago Popovič, Jaka Novak, Robi Glač, Blaž Kuster, David Podgornik; T: Rok Ahačevčič    | Slowenisch | Die Schönheit des Untergrundes |
| 07.   | 08      | INMATE                    | Atma M: Andrej Bezjak, Marko Duplišak, Jure Grudnik, Miha Oblišar; T: Andrej Bezjak, Marko Duplišak   | Slowenisch | –                              |
| 08.   | 01      | Kim                       | Rhythm Back to You M: Maraaya, Jimmy Jansson, Samuel Waermö, Art Hunter; T: Samuel Waermö             | Englisch   | Rhythmus zurück zu dir         |
| 09.   | 02      | Renata Mohorič            | Three Bridges M: Grigor Koprov; T: Stiko Per Larsson                                                  | Englisch   | Drei Brücken                   |
| 10.   | 03      | René                      | Ne poveš M/T: Jean Markič                                                                             | Slowenisch | Sag nicht                      |

 Kandidat hat sich für das Super-Finale qualifiziert.

### Super-Finale
| Platz | Startnr. | Interpret                 | Lied Musik (M) und Text (T)                                                                           | Zuschauerstimmen (Televoting) | Zuschauerstimmen (Televoting) |
| Platz | Startnr. | Interpret                 | Lied Musik (M) und Text (T)                                                                           | Stimmen                       | %                             |
| ----- | -------- | ------------------------- | --- | ----------------------------- | ----------------------------- |
| 1.    | 1        | Zala Kralj & Gašper Šantl | Sebi M/T: Zala Kralj, Gašper Šantl                                                                    | 4.666                         | 72,89 %                       |
| 2.    | 2        | Raiven                    | Kaos M: Sara Briški Cirman, July Jones, Lazy Joe, Peter Khoo; T: Sara Briški Cirman, July Jones, Alba | 1.735                         | 27,11 %                       |

## Quoten
| Sendung                    | Zuschauer | Marktanteil | Marktanteil |
| Sendung                    | Zuschauer | Gesamt      | Sender      |
| -------------------------- | --------- | ----------- | ----------- |
| Evrovizijska Melodija 2019 | 223.900   | 11,9 %      | 28 %        |